# Italia (Label)

LP-Etikett der Marke Italia

Italia war eine deutsche Schallplattenmarke, die sich auf italienische Interpreten spezialisiert hatte. Die Marke wurde vom Münchener Musikverleger und Schallplattenproduzent Karl Heinz Busse herausgebracht und wurde von Metronome vertrieben.

## Geschichte
Italia-Schallplatten erschienen in der Bundesrepublik zwischen 1962 und 1966. Die größten Verkaufserfolge erzielte die Plattenmarke mit Aufnahmen von Gigliola Cinquetti (1964: Non ho l’età) und von Peppino di Capri (1962: „St.Tropez Twist“).
Die meisten Aufnahmen auf Italia-Schallplatten wurden in der Bundesrepublik mit Genehmigungen der italienischen Plattenmarken Carisch, CGD und Dischi ricordi (alle Sitz in Mailand) veröffentlicht. Daneben gab es Lizenzierungen, bei denen die italienischen Interpreten deutsche Lieder sangen: entweder waren es deutsche Fassungen italienischer Hits oder es waren rein deutsche Produktionen. Bei letzteren zeichneten meist Henry Mayer für die Musik und Kurt Hertha für den Text verantwortlich.
Neben einigen wenigen Langspielplatten und EPs lag der Schwerpunkt bei Italia auf der Produktion von Single-Schallplatten.

## Künstler
- Gigliola Cinquetti
- Wilma Goich
- Betty Curtis
- Kessler-Zwillinge
- Caterina Caselli
- Anna Marchetti
- Ito Yukari
- Peppino di Capri
- Piero Focaccia
- Fraternity Brothers
- Tony Dallara
- Henry Wright
- Nini Rosso
- Gino Paoli
- Equipe 84